# Гродков
Гродков (пољ. Grodków) град је у Пољској у Војводству опољском. По подацима из 2012. године број становника у месту је био 8900.
.

## Становништво
| 2012. |
| ----- |
| 8.900 |

## Партнерски градови
- Херингсдорф
- Бекум